# 1861년 몰수법
1861년 몰수법(영어: Confiscation Act of 1861)은 남북 전쟁 초기 미국 의회에서 통과된 법으로, 아메리카 연합국의 독립 노력을 지원하는 데 사용된 모든 재산권(노예 포함)에 대해 군사적 몰수 및 후속 법원 절차를 허용했다.
이 법안은 미국 하원에서 60대 48로, 미국 상원에서 24대 11로 통과되었다. 에이브러햄 링컨은 이 법안에 서명하는 것을 망설였다. 그는 연합국의 최근 전장 승리를 고려할 때 이 법안이 실질적인 효과가 없을 것이며 절박한 조치로 비칠 수 있다고 생각했다. 그는 또한 이 법안이 위헌으로 판결되어 미래의 노예 해방 시도를 방해할 수 있는 선례를 남길까봐 걱정했다. 여러 유력 상원의원들의 개인적인 로비 끝에 링컨은 1861년 8월 6일에 이 법안에 서명했다. 이 법안은 군사적 해방에 기반을 두었기 때문에 재산을 압류하기 위해 선행 사법 절차가 필요하지 않았고, 따라서 링컨은 법무부 장관 에드워드 베이츠에게 법안 시행에 대한 지시를 내리지 않았다. 통과된 지 1년 이내에 수만 명의 노예가 제1차 몰수법에 의해 해방되었다.
노예와 관련하여, 이 법은 소유주의 노예에 대한 모든 권리 주장을 박탈하는 법원 절차를 허가했지만 노예가 자유로워지는지 여부는 명확히 하지 않았다. 이러한 모호성 때문에 이 노예들은 미국 정부의 보살핌을 받는 재산으로 연방의 경계 안으로 들어오게 되었다. 이러한 상황에 대응하여, 북군의 데이비드 헌터 장군(조지아, 사우스 캐롤라이나, 플로리다의 군사 지휘관)은 1862년 5월 9일 제11호 일반 명령을 발표하여 그의 지휘하에 있는 모든 지역의 노예를 해방시켰다. 헌터의 행동에 대해 일주일 후 들은 링컨은 즉시 명령을 취소했고, 이로써 노예들은 연방 정부의 보살핌을 받는 재산으로서 이전의 지위로 돌아갔다.
이 법이 통과되기 전에, 벤저민 F. 버틀러는 노예를 밀수품으로 선언한 최초의 연방 장군이었다. 다른 북부 사령관들도 이 선례를 따랐지만, 경계주 출신 장교들은 탈출한 노예들을 주인에게 돌려보낼 가능성이 더 높았다. 몰수법은 군 전체에 걸쳐 일관된 정책을 수립하려는 시도였다.

## 법안 전문
반란 목적에 사용된 재산을 몰수하는 법.
미국 상원과 하원에서 의회에 모여 다음과 같이 제정했다: 현재 또는 미래에 미국 정부에 대한 반란이 발생할 경우, 미국 대통령이 포고를 통해 미국 법률이 저항받고 있으며, 그 집행이 일반적인 사법 절차나 법이 집행관에게 부여한 권한으로는 진압하기에 너무 강력한 조직에 의해 방해받고 있다고 선언한 후, 어떤 사람이라도, 그의 대리인, 변호인 또는 고용인이 그러한 반란이나 법률에 대한 저항, 또는 그러한 행위에 가담한 사람을 돕거나, 선동하거나, 촉진하기 위해 어떠한 종류의 재산이라도 사용하거나 고용할 의도로 구매하거나 취득하거나, 판매하거나 주거나, 또는 사용되거나 고용되도록 허용하는 경우; 또는 그러한 재산의 소유자인 어떤 사람이 그러한 재산을 위에서 언급한 바와 같이 고의로 사용하거나 고용하거나 사용 또는 고용에 동의하는 경우, 그러한 모든 재산은 발견되는 곳마다 합법적인 포획물 및 몰수 대상이 됨을 선언하며; 미국 대통령은 이를 압류, 몰수 및 유죄 선고를 받도록 조치할 의무가 있다.
제2조. 또한 다음과 같이 제정되었다: 그러한 포획물과 압류물은 해당 금액에 대한 관할권을 가진 미국 지방 법원 또는 순회 법원에서, 또는 압류되거나 가져와서 절차가 처음 시작될 수 있는 모든 구역의 해사 법원에서 유죄 선고를 받는다.
제3조. 또한 다음과 같이 제정되었다: 법무부 장관 또는 해당 재산이 있는 미국의 어떤 지방 검사라도 유죄 선고 절차를 개시할 수 있으며, 이 경우 이는 전적으로 미국의 이익을 위한 것이며; 또는 어떤 사람이 그러한 검사에게 정보를 제공할 수 있으며, 이 경우 절차는 그러한 정보 제공자와 미국이 동등한 부분으로 이익을 얻는다.
제4조. 또한 다음과 같이 제정되었다: 앞으로 현재 미국 정부에 대한 반란 기간 동안, 어떤 주 법률에 따라 노동 또는 서비스에 묶여 있다고 주장되는 사람이, 그러한 노동 또는 서비스가 예정된 사람 또는 그러한 사람의 합법적인 대리인에 의해 미국에 대항하여 무기를 들도록 요구되거나 허용될 경우, 또는 그러한 노동 또는 서비스가 예정된 사람 또는 그의 합법적인 대리인에 의해 어떤 요새, 해군 기지, 부두, 병기창, 선박, 참호 또는 어떤 군사 또는 해군 서비스에서 미국 정부 및 합법적인 권위에 대항하여 일하도록 요구되거나 허용될 경우, 그러한 모든 경우에 그러한 노동 또는 서비스가 예정된 사람은 그러한 노동에 대한 그의 주장을 상실하며, 주 또는 미국 법률의 반대되는 규정에도 불구하고 그러하다. 그리고 이후에 그러한 노동 또는 서비스를 주장하는 사람이 그의 주장을 강제하려고 할 때, 서비스 또는 노동이 주장되는 사람이 이 법의 규정에 반하여 미국 정부에 대한 적대적인 서비스에 고용되었다는 사실은 그러한 주장에 대한 완전하고 충분한 답변이 된다.
승인됨, 1861년 8월 6일

## 같이 보기
- 1862년 노예 반환 금지법
- 노예 해방 선언
- 노예 무역법
- 몰수법
- 40에이커와 노새 한 마리
- 특수 야전 명령 제15호